# Il testamento del capitano
Il testamento del capitano è una delle più note canzoni popolari della prima guerra mondiale.

## Storia
Il canto di origine piemontese, è la rielaborazione di un brano dedicato al Marchese Michele Antonio di Saluzzo che risale al XVI secolo. La seconda versione nacque durante la prima guerra mondiale.

## Testo (prima versione)

### Il testamento del marchese di Saluzzo[4]
Sur capitani di Salüsse
L’a tanta mal ch’a mürirà
Manda ciamè sur capitani
Manda ciamè li so soldà
Quand ch’a l’avran muntà la guárdia
Och’a l’andéisso ün po’ a vedé
I so soldà j’àn fáit risposta
Ch’a l’àn l’arvista da passè
Quand ch’a l’avran passà l’arvista
Sur capitani andrio vedé
Coza comand-lo, capitani
Coza comand-lo ai so soldà?
V’aricomand la vita mia
che di quat part na débie fa
L’è d’üna part mandè-la an Fransa
E d’üna part sül Munferà
Mandè la testa a la mia mama
Ch’a s’asricorda d’o prim fiöl
Mandè ‘l corin a Margarita
Ch’a s’aricorda dël so amur
La Margarita in sü la porta
L’è cascà ‘n terra di dolur

## Testo (seconda versione)

### Il testamento del capitano
Il Capitan de la Compagnia
Si l’è ferito e sta per morir
E manda a dire ai suoi alpini
Perché lo vengano a ritrovà
I suoi alpini gli manda a dire
Che non han scarpe per camminà
«O con le scarpe o senza scarpe
I miei alpini li voglio qua!»
E co’ fu stato alla mattina
I suoi alpini sono arivà
«Cosa comanda sior Capitano,
che i suoi alpini sono arivà?»
«E io comando che il mio corpo
in cinque pezzi sia taglià.
Il primo pezzo al re d’Italia
Che si ricordi dei suoi alpin»
«Secondo pezzo al Battaglione
Che si ricordi del suo Capitan!
Il terzo pezzo alla mia mamma
Che si ricordi del suo figliol»
«Il quarto pezzo alla mia bella
Che si ricordi del suo primo amor.
L’ultimo pezzo alle montagne
Che lo fioriscano di rose e fior

## Incisioni
Tra gli artisti che hanno inciso il brano vi sono Gigliola Cinquetti nell'album Su e giù per le montagne del 1972, i CCCP - Fedeli alla linea nell'album Canzoni preghiere danze del II millennio - Sezione Europa del 1989 e Massimo Bubola nell'omonimo album del 2014.